# Ettore Roesler Franz

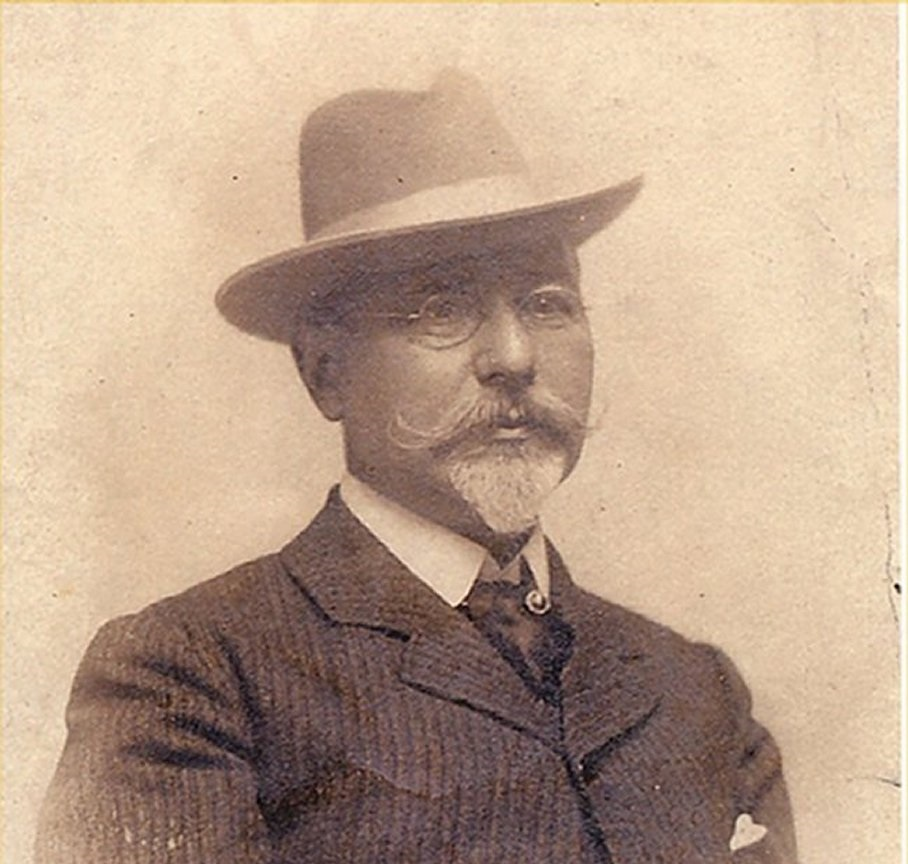
Ettore Roesler Franz im Jahre 1901, Foto von Pio Tedeschi (1848–1915)

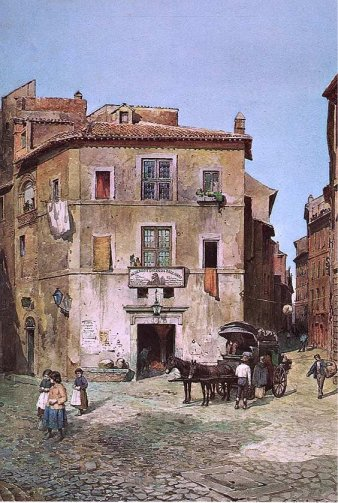
Albergo dell' Orso, um 1880

Ettore Roesler Franz (* 11. Mai 1845 in Rom; † 26. März 1907 ebenda) war ein italienischer Maler böhmischer Abstammung. Er schuf zahlreiche Ansichten seiner Heimatstadt, darunter zahlreiche Aquarelle.

## Leben
Die Eltern des Malers hießen Teresa Biondi und Luigi Roesler Franz. Die Vorfahren der Familie wanderten im 18. Jahrhundert aus Böhmen nach Italien ein. Sie gründeten das Hotel d’Allemagne in Rom, in dem Gäste wie Stendhal, Richard Wagner, Johann Joachim Winckelmann und Johann Wolfgang von Goethe abstiegen.
Der spätere Maler wurde in San Lorenzo in Lucina auf die Namen Ettore Edoardo Flaminio getauft; sein Pate war sein Onkel Pietro Roesler Franz, Besitzer des Hotels. Pietro Roesler Franz war allerdings nur ein Halbbruder des Vaters des Künstlers, da Luigi Roesler Franz aus der ersten Ehe des Giuseppe Roesler Franz mit Marianna Flizhaver stammte, während Pietro Roesler Franz aus dessen zweiter Ehe stammte, die er mit Anna Ambrosini einging. Auch in späteren Generationen vermischten sich die beiden Zweige der Familie wieder. Ettore Roesler Franz’ Bruder Alessandro, später englischer Konsul in Rom, heiratete in erster Ehe seine Cousine Carolina Roesler Franz, eine Tochter Pietro Roesler Franz’.
Roesler Franz besuchte von 1861 bis 1863 das 1850 gegründete Kolleg der Brüder der christlichen Schulen an der Piazza di Spagna, von 1863 bis 1865 das Collegio di Propaganda Fide für philosophische Studien, gleichzeitig hörte er an der Accademia di San Luca Vorlesungen über Architektur. Zu seinen Mitstudenten gehörte Ettore Ferrari.
Von 1864 bis 1872 war er Sekretär des britischen Konsuls Joseph Severn in Rom, durch den er in Kontakt mit verschiedenen bekannten Landschaftsmalern kam. Nach Serverns Ausscheiden aus dem Amt arbeitete Roesler Franz zunächst in der 1869 gegründeten Bank seiner Brüder Adolfo und Alessandro in der Via Condotti und wandte sich 1875 ganz der Malerei zu. Sein Interesse galt seiner Heimatstadt Rom, die etwa ab 1870 einem rasch voranschreitenden Modernisierungsprozess unterworfen war. Er schuf vor Ort Skizzen und Fotografien, die er dann zu Aquarellbildern verarbeitete, in denen er die aktuellen Veränderungen der Stadt auszublenden suchte. So entstanden Bilder, die einen eher dörflichen Eindruck von der großen Stadt vermitteln. Gleichzeitig wirken sie sehr realistisch. Roesler Franz’ Aquarelle wurden in zahlreichen Hauptstädten Europas ausgestellt, unter anderem in Berlin und Paris. In Deutschland fanden auch Ausstellungen seiner Werke in München, Stuttgart und Dresden statt. Roesler Franz arbeitete fast ausschließlich in Aquarelltechnik; es sind nur etwa ein Dutzend Bilder in Ölmalerei oder anderen Techniken bekannt.
Trotz der zu seiner Zeit schon rückwärts gewandten Darstellungsweise der einzelnen Stadtquartiere sind viele Einzelheiten der Bauten, die Ettore Roesler Franz auf seinen Bildern festhielt, auch im Rom des 21. Jahrhunderts noch zu erkennen.
Besondere Aufmerksamkeit widmete Ettore Roesler Franz auch Tivoli, dem antiken Tibur, das Horaz geschildert hatte. Dafür erhielt er 1903 die Ehrenbürgerwürde Tivolis. Zum Dank schenkte er der Stadt sein Aquarell Ponte Lupo aus dem Jahr 1898.
Die Stadt Rom war bis 1966 im Besitz der vollständigen Serie Roma sparita, die ursprünglich 120 Aquarelle zur Baugeschichte der Stadt umfasste. Eines der Bilder ging 1966 anlässlich einer Wanderausstellung in Köln verloren. Die Werke Roesler Franz’ befinden sich in verschiedenen Museen in Rom, einige auch außer Landes. So befindet sich ein Bild in der Art Gallery of New South Wales und zwei hängen in Southampton.
2004 wurde die Scalinata Ettore Roesler Franz in Tivoli nach dem Maler benannt. Schon 1908 war von seinem Freund Adolfo Scalpelli ein Gedenkstein für Ettore Roesler Franz aufgestellt worden. In Rom dagegen wurde der verstorbene Maler nur wenig geehrt, was auf einer Internetseite, die Roesler Franz gewidmet ist, wie folgt kommentiert wurde: „[…] il Comune di Roma non ha, purtroppo, sinora mostrato di avere molto a cuore il suo illustre concittadino. Difatti per una "distrazione" di una Giunta capitolina verso la fine degli Anni Sessanta fu intitolata a Ettore Roesler Franz una desolata strada di Acilia, lontano dalla città a lui tanto cara e ritratta in numerosissimi suoi angoli.“